# Бак, Осман Ашкын
Осман Ашкын Бак (тур. Osman Aşkın Bak; род. 11 октября 1966, Ускюдар, Стамбул) — турецкий государственный деятель. Министр молодёжи и спорта Турции (с 3 июня 2023).

## Биография
Родился 11 октября 1966 года в Стамбуле. Окончил инженерный факультет Стамбульского технического университета.
Окончил магистратуру делового администрирования и промышленной инженерии Ноттингемского университета. Магистр.
Окончил докторантуру Института науки и технологий Стамбульского технического университета по специальности «промышленное проектирование». Доктор технических наук.
Являлся членом Турецко-иранского делового совета.
Работал в Федерации клубов любительского спорта. Управлял спортивными клубами. Являлся главой Федерации борьбы Турции.
Член Партии справедливости и развития Турции.
Являлся депутатом Великого национального собрания Турции 24, 25, 26, 27 созывов.
Являлся главой антидопинговой комиссии парламента Турции.
Являлся главой турецкой делегации в Парламентской ассамблее НАТО. Являлся членом комиссии по иностранным делам парламента Турции.
Министр молодёжи и спорта Турции (19 июля 2017 — 10 июля 2018).
После президентских выборов Турции 2023 года вновь назначен на должность министра молодёжи и спорта (с 3 июня 2023).
Автор научных публикаций.